# Rauchhaus

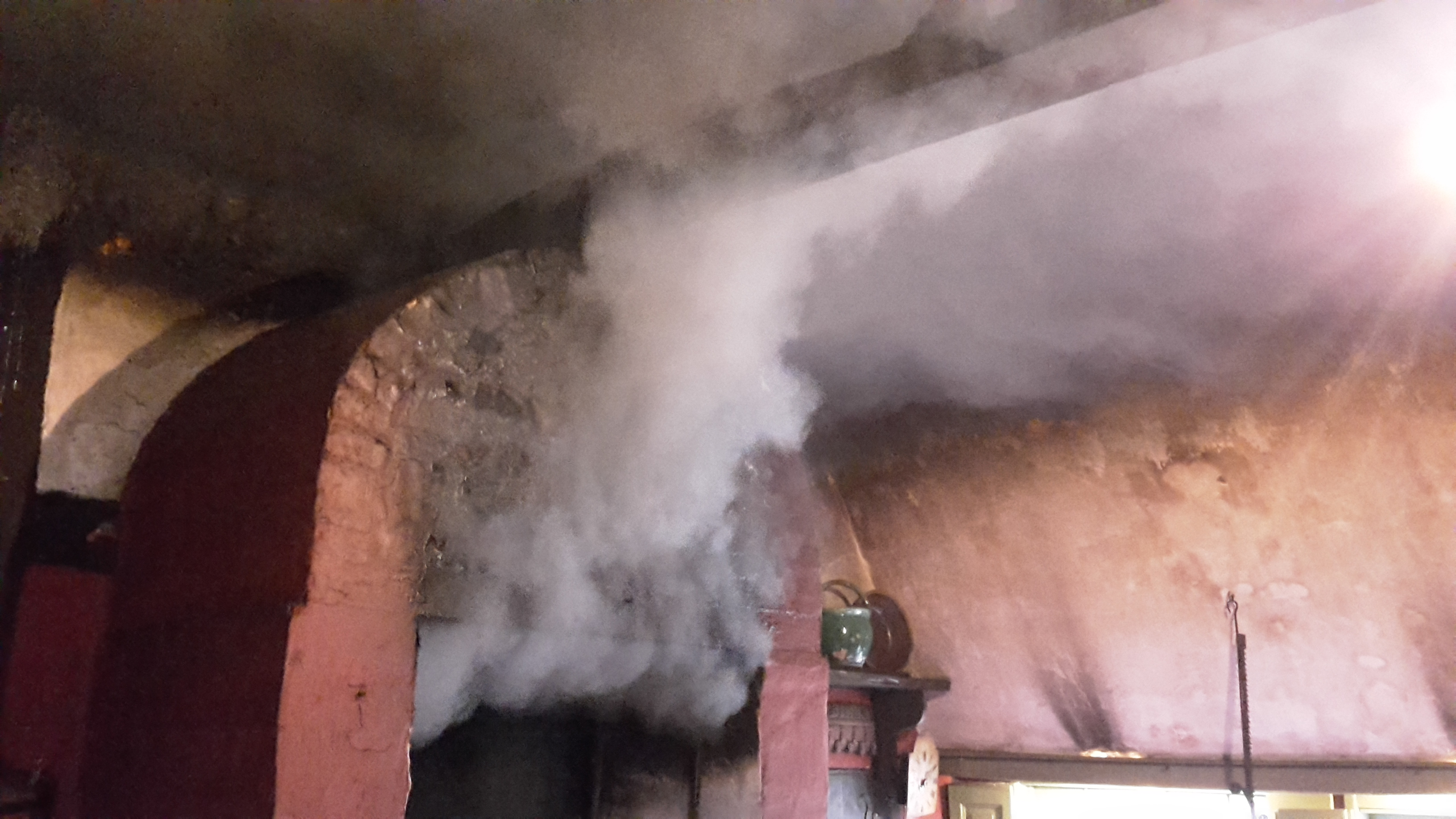
Rauch in der Diele vom „Olen Hus“ in Aukrug-Bünzen

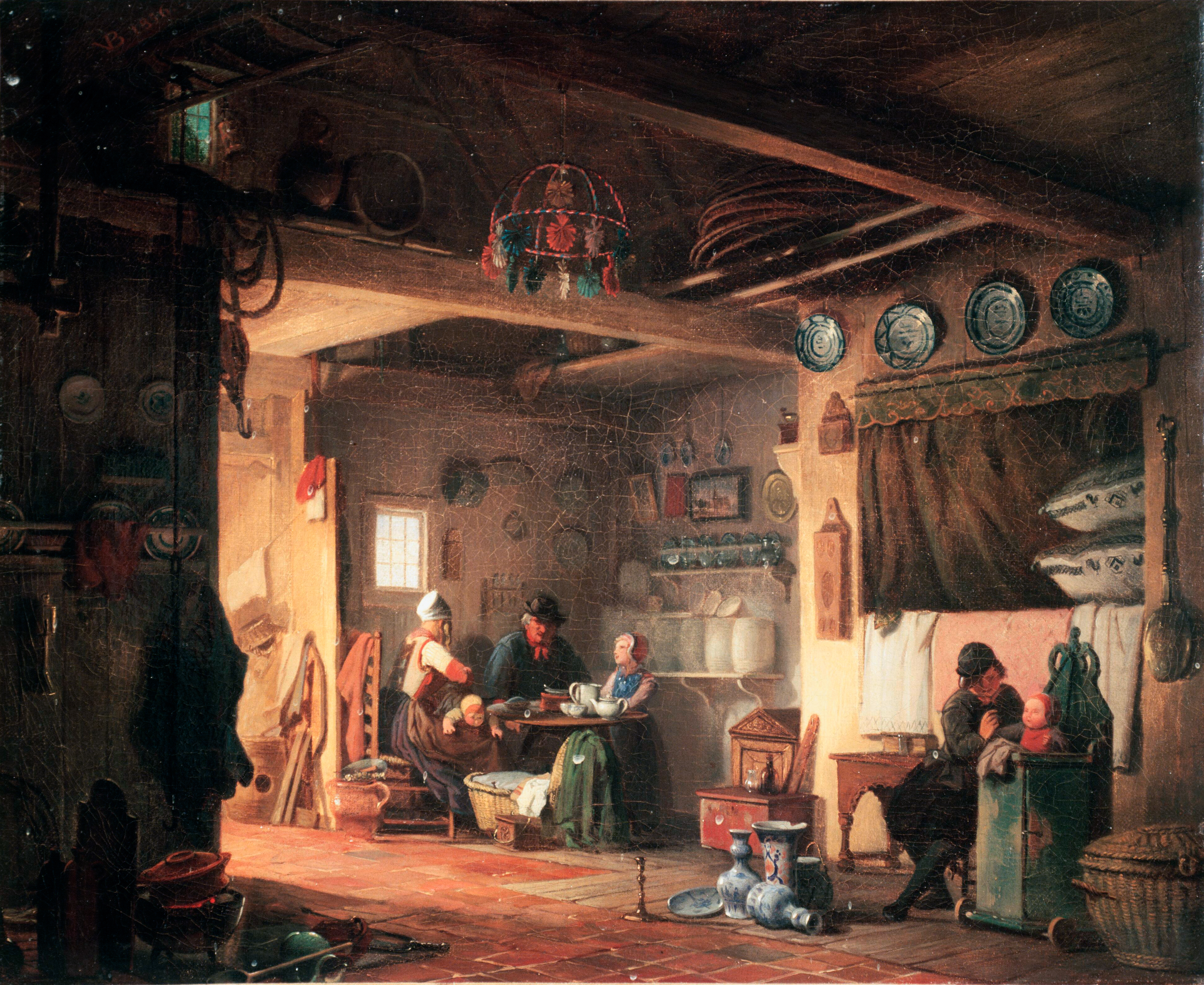
„Marker Rauchhaus“, Gemälde von Valentin Bing, 1856

Rauchhaus (niederdeutsch und niederländisch Rookhuis), auch Rauchstubenhaus, ist ein besonders im niederländischen, nord- und ostdeutschen Raum und im Salzkammergut verbreiteter alter Typ des Bauernhauses, dessen Herdstelle keinen Rauchfang hat, so dass der Rauch durch kleine Luken im Gebälk der „schwarzen Küche“ entweicht.

## Beschreibung
Dieser Haustyp vereint Wohnbereich und Stall unter einem Dach. (Hallenhaus). Architektonisches Charakteristikum ist das Fehlen eines Schornsteins. Dadurch war das Gebäudeinnere ständig vom Rauch des offenen Herdfeuers (Flett) erfüllt, was ihnen die Bezeichnung „Rauchhaus“ gab. Der Rauchabzug erfolgte durch das große, geöffnete Dielentor (niederdt.: „Groot Dör“), kleinen Windaugen im Giebel („Eulenlöcher“) und Undichtheiten der oft reetgedeckten Dächer. Gegen die Brandgefahr durch Funkenflug schützten Pfannendeckungen, ein Lehmaufschlag der Dachfläche oder ein Funkenfang über der Feuerstelle.
Der Rauch hatte besondere Aufgaben: Der abziehende Rauch des offenen Herdfeuers konservierte das Gebälk und machte es durch Räuchern gegen Schädlingsbefall widerstandsfähig. Durch den warmen Rauch wurde das auf dem Dachboden gelagerte Getreide (statt in einer Darre) getrocknet und vor Schädlingsbefall geschützt. Auch Würste und Schinken wurden auf diese Weise aromatisch geräuchert und damit haltbar gemacht („Räucherschinken“).
Die dauerhaft schlechte Luftqualität im „Rauchhaus“ war dem Gesundheitszustand ihrer Bewohner nicht zuträglich. In den kaum isolierten Häusern war es jeweils nur 4 bis 6 Grad wärmer als draußen und so konnte im Winter auch innerhalb des Hauses schnell der Gefrierpunkt erreicht werden. Die Kälte dieser Rauchhäuser mit ihren feuchten Fußböden war Ursache für weitverbreitete rheumatische Erkrankungen. Da nur in unmittelbarer Nähe des Herdfeuers die Strahlungshitze die Bewohner erwärmen konnte, war das Flett mit der Feuerstelle der Hauptaufenthaltsbereich der Hausbewohner.